# Erythrogonia nativa
Erythrogonia nativa är en insektsart som beskrevs av Melichar 1926. Erythrogonia nativa ingår i släktet Erythrogonia och familjen dvärgstritar. Inga underarter finns listade i Catalogue of Life.